# 柏林學派 (哲学)
柏林學派（德語：die Berliner Gruppe）是1920年代後期一個逻辑经验主义的哲學團體。

## 歷史
柏林學派由赖欣巴哈、格雷林（Kurt Grelling）和杜比斯拉夫（Walter Dubislav）在1920年代後期創建，由何培尔（Carl Gustav Hempel）、希尔贝特（David Hilbert）和米塞斯（Richard von Mises）等哲學家和科學家組成，原名是經驗哲學协會（Die Gesellschaft für empirische Philosophie），與維也納學派一起出版了由魯道夫·卡爾納普和赖欣巴哈編輯的期刊《知識》（Erkenntnis），並組織了幾次關於科學哲學的大會和座談會，第一次會議於1929年在布拉格舉行。
柏林學派與維也納學派有很多共同之處，但在一些主題上有所不同，例如概率和約定主義(Conventionalism)。賴興巴赫堅持稱他的哲學為邏輯經驗主義，以區別於維也納學派的邏輯實證主義。今天很少有人做出區分，而且這些詞經常互換。
柏林學派的成員特別積極地分析現代物理學，尤其是相對論的進步所帶來的哲學和邏輯後果。除此之外，他們否認形而上學和傳統哲學的健全性，斷言許多哲學問題毫無意義。
納粹主義興起後，該組織的一些成員移居其他國家，其中包括賴興巴赫，他於1933年移居土耳其，後來於1938年移居美國；杜比斯拉夫於1936年移居布拉格；何培尔於1934年移居比利時，隨後於1939年移居美國；格雷林在集中營被殺。離開德國的柏林圈或柏林學派的一位年輕成員是赫梅尔（Olaf Helmer），他加入了蘭德公司，並在用於預測未來趨勢的德尔菲法和其他早期社會技術形式的發展中發揮了重要作用。
在移居各個國家後，該團體实际上就結束了，但廣泛影響了20世紀哲學家，其方法對分析哲學和未來學尤其有影響。